# Cnodocentron lausus
Cnodocentron lausus är en nattsländeart som beskrevs av Schmid 1982. Cnodocentron lausus ingår i släktet Cnodocentron och familjen Xiphocentronidae. Inga underarter finns listade i Catalogue of Life.